# Simmetria

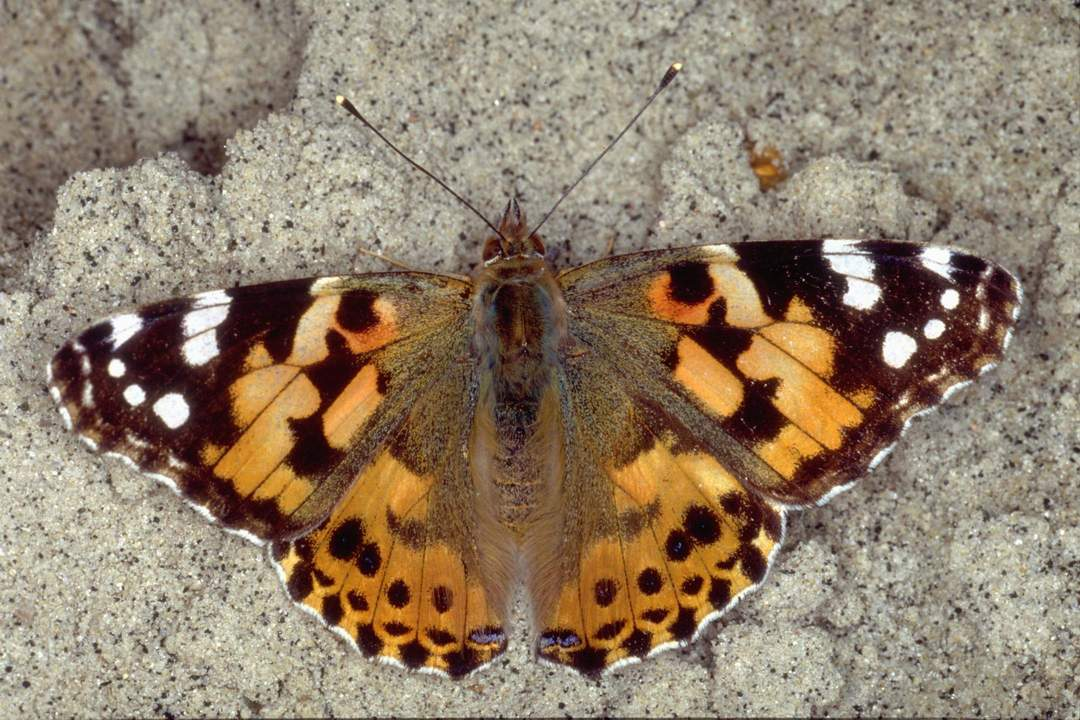
Le farfalle hanno ali simmetriche.

Il termine simmetria indica generalmente la presenza di alcune ripetizioni nella forma geometrica di un oggetto. L'oggetto può essere ad esempio una figura bidimensionale (un dipinto, un poligono, una tassellazione, ecc.)  oppure una figura tridimensionale (una statua, un poliedro, ecc.). Molte simmetrie sono osservabili in natura.
Il concetto di simmetria è ampiamente studiato in geometria. La simmetria è anche un concetto base per capire la dimensione degli oggetti.

## Tipi di simmetria
Un oggetto ha una simmetria quando la sua forma presenta delle ripetizioni regolari. Ci sono vari tipi di simmetria.

### Biologia

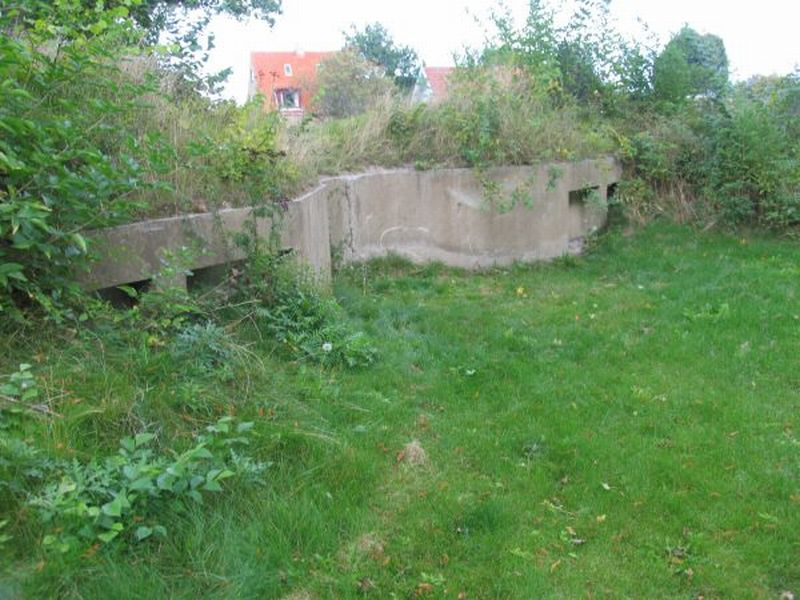
Tipi di simmetria in biologia (Field Museum, Chicago).

## Simmetria in arte
La simmetria è una tecnica compositiva molto utilizzata nel campo artistico. Può essere di diversi tipi:
- Simmetria bilaterale (criterio principalmente medioevale che fa uso dei seguenti metodi: al centro la figura principale e ai lati due forme o figure che si equilibrano, con caratteristiche simili e di conseguenza ugual peso visivo, che forniscono staticità e equilibrio all'opera)
- Simmetria speculare (più statica della precedente, implica l'uguaglianza tra le figure laterali)
- Simmetria traslatoria (definita anche come variante del ritmo, consiste nella ripetizione di figure rispetto ad un asse)
- Simmetria rotatoria, centrale o radiale (le forme hanno caratteristiche simili e si sviluppano attorno a un punto, il centro. È tipica dei formati circolari e della pittura in generale.

La simmetria permette di dare equilibrio e armonia all'opera in cui viene utilizzata.